# Business Process Model and Notation

Voorbeeld van een BPMN modellering.

De Business Process Model and Notation (BPMN) is een standaard voor procesmodellering. Eerder stond het bekend als Business Process Modeling Notation. Het wordt onderhouden door de Object Management Group. De huidige versie BPMN 2.0.2 is gelanceerd in december 2013.

## Samenvatting
Business Proces Model and Notation (BPMN) is een standaard voor het modelleren van bedrijfsprocessen en het weergeven van die bedrijfsprocessen in een Business Proces Diagram (BPD). De gebruikte methodiek lijkt erg op de activiteitendiagrammen van Unified Modeling Language (UML). Het doel van BPMN is om bedrijfsprocesmanagement te verduidelijken, zowel voor technische als niet-technische gebruikers, door een notatie te gebruiken die intuïtief aanvoelt voor niet-technische gebruikers, maar wel in staat stelt om complexe processemantiek weer te geven. De BPMN-specificatie is ook een brug tussen de grafische weergave en de onderliggende constructies van uitvoerende talen, zoals Business Process Execution Language (BPEL).
Het primaire doel van BPMN is het verschaffen van een standaardnotatie die voor alle stakeholders te begrijpen is. Hieronder vallen de bedrijfsanalisten die de processen creëren en verfijnen, de technische ontwikkelaars die deze processen implementeren en de proceseigenaren die de processen beheren. BPMN wordt dus gebruikt als een gemeenschappelijke taal die de communicatiekloof overbrugt die regelmatig voorkomt tussen het ontwerp en de implementatie van een bedrijfsproces.
Op het moment zijn er verschillende standaarden voor procesmodellering in gebruik. De algemene acceptatie van BPMN als standaardtaal zal eenheid brengen in het uitdrukken van algemene bedrijfsprocesconcepten (bijvoorbeeld openbare en beschermde processen, choreografieën), alsmede hogere procesconcepten (zoals foutafhandeling en transactiecompensatie).

## Verder lezen
- Silver, Bruce, 'BPMN Method & Style' - Cody-Cassidy Press, ISBN 9780982368114